# Calodia neofusca
Calodia neofusca  (лат.) — вид прыгающих насекомых рода Calodia из семейства цикадок (Cicadellidae). Ориентальная область: Индия. Общая окраска рыжевато-бурая. Голова желтовато-рыжая, глаза серебристо-белые; передние крылья коричневые со светлой полоской вдоль края, жилкование светло-коричневое. Вершины задних бёдер, голеней и лапок чёрные. Макросеты на задних голенях от темно-коричневого до светло-коричневого. Длина самцов от 8,1 до 8,2 мм (самки до 8,6 мм); ширина головы через глаза 2,1 мм. Скутеллюм крупный, его длина равна или больше длины пронотума. Голова субконическая, отчётливо уже пронотума; лоб узкий. Глаза относительно крупные, полушаровидные. Клипеус длинный, узкий. Сходны по габитусу с Calodia fusca, отличаясь деталями строения гениталий. Вид был описан в 2019 году энтомологами C. A. Viraktamath и Naresh M. Meshram (Индия).